# Coincya richeri
Coincya richeri is een overblijvend kruid uit de kruisbloemenfamilie (Brassicaceae). De plant is endemisch in de westelijke Alpen.

## Naamgeving enetymologie
- Synoniemen: Brassica richeri Vill. (1779), Brassicella richeri (Vill.) O.E.Schulz, Erucastrum richeri (Vill.) Link (1829), Hutera richeri (Lange) Gomez-Campo, Rhynchosinapis richeri (Lange) Heyw. var. gigantea
- Frans: Coincye de Richer
- Duits: Richers Schnabelsenf

De botanische naam Coincya is een eerbetoon aan de Franse botanicus Auguste-Henri de Coincy (1837-1903). De soortaanduiding richeri is een eerbetoon aan de Franse botanicus Pierre Richer de Belleval (1564-1632).

## Kenmerken
C. richeri is een meerjarige, kruidachtige plant, die 20 tot 60 cm hoog wordt. De bovengrondse delen zijn onbehaard. De stengel staat rechtop en draagt een wortelrozet en meerdere verspreid staande stengelbladeren. De bladeren zijn gesteeld, onbehaard, langwerpig eivormig, met een gave tot onregelmatig en ondiep getande bladrand.
De bloeiwijze is een aanvankelijk een schermvormige tros, later een tros met viertallige bloemen, elk met vier opstaande kelkblaadjes en vier gele kroonblaadjes, 12 tot 20 mm lang, met een lange nagel.
De vrucht is een 5 tot 8 cm lange peul met aan de top een tot 2 cm lange snavel.
De bloeitijd is van juni tot augustus.

## Habitaten verspreiding
C. richeri komt voor in hooggebergtes in de subalpiene en alpiene zone, vooral op open plaatsen in rotsspleten, op alpiene graslanden en op puinkegels, op een hoogte van 1600 tot 2400 m.
De plant is endemisch in de westelijke Alpen tussen de Monte Viso en de Mont Cenis.